# Wiener Werkstattpreis
Wiener Werkstattpreis er en østrigsk international pris for litteratur, der blev stiftet i 1992 og som siden 2000 er blevet uddelt årligt. Indtil 2005 fandtes der en parallel uddeling af priser indenfor fotografi. Grundideen bag prisen af at fremme unge og mindre kendte forfattere.
Wiener Werkstattpreis for litteratur understøttes af det offentlige gennem forbundskanslerministeriet og Wiens bystyre. Prisuddelingen finder sted sammen med forlaget fza verlag, der samtidig uddeler en pris indenfor kortprosa og lyrik FZA Werkstattpreis.
Hovedpriserne i Wiener Werkstattpreis gives fra 2007/2008 indenfor novelle, essay og lyrik sammen med en hovedpris. Prisstørrelsen erpå 1.100 Euro.

## Prismodtagere
- 2007 Klaus Ebner (Hovedprismodtager)
Delpriser indenfor novelle og essay: Klaus Ebner; lyrik: Norbert Sternmut
- 2006 Constantin Göttfert (Litteratur)
- 2005 Felician Siebrecht (fotografi)
- 2004 Ingeborg Woitsch (litteratur), Daniel Mylow (novelle), Florian Seidel (Lyrik)
- 2003 Dominique Marc Wehrli (fotografi), Uljana Wolf (litteratur)
- 2002 Michael Krupp, Susanne Wagner (lyrik)
- 2001 Olaf Kurtz (lyrik)
- 2000 Christine Thiemt (lyrik)
- 1994 Franzobel (litreratur)